# مديرية خراب المراشي

تعديل مصدري - تعديل

مديرية خراب المراشي إحدى مديريات محافظة الجوف في اليمن. بلغ عدد سكانها 63532 نسمة عام 2004.